# El Socorro (municipalité)
Pour les articles homonymes, voir El Socorro.
El Socorro est l'une des quinze municipalités de l'État de Guárico au Venezuela. Son chef-lieu est El Socorro. En 2011, la population s'élève à 17 097 habitants.

## Géographie

### Subdivisions
La municipalité est constituée d'une seule paroisse civile avec sa capitale (entre parenthèses) :
- El Socorro (El Socorro).